# Kiecz
Kiecz – osada słowiańska powstała w XIII w. nad jeziorem Wielimie. Istniała w rejonie dzisiejszego dworca PKS w Szczecinku. Jej mieszkańcy trudnili się rybołówstwem. Z czasem została wchłonięta przez rozprzestrzeniające się miasto. Obecnie jedynym śladem po osadzie są drewniane pale w rejonie ulicy 1 maja.